# 九龍巴士88X線
九龍巴士88X線是九巴一條新界市區特快巴士路線，來往火炭（穗禾苑）及平田，途經火炭、禾輋邨、瀝源邨、沙田站、沙田圍、大老山隧道、觀塘道／觀塘繞道、油塘及碧雲道。
本線是藍田及油塘首條來往沙田市中心及火炭的專營巴士路線，以及繼城巴798線後大老山隧道第2條來往火炭的專營巴士路線，曾經是九巴行車里數最長的循環路線。

## 簡介
早於2013年，九巴曾研究重組80X線，將服務範圍延展至藍田山上，方便該區乘客來往沙田區，並透過與其他途經大老山隧道路線之轉乘優惠，方便乘客到大老山隧道收費廣場轉乘其他路線來往馬鞍山、大埔及北區等地，同時取代原有277X線藍田山上經大老山隧道來往新界東之服務。但有關建議最終被擱置。
其後，繼2013年度「北區區域性巴士路線重組」後，九巴及運輸署於多區引入區域性巴士路線重組，其中在沙田區的部份，鑑於藍田一直以來並無直達沙田市中心的專利巴士服務（服務藍田的沙田區路線89D線只以藍田鐵路站作總站，而且只前往馬鞍山），居民需於觀塘區轉車，在當區區議員及居民多年爭取後，在2014年4月提出的「沙田區區域性巴士路線重組」（即《2014-2015年度沙田區巴士路線發展計劃》）內，本路線的建議首次被提出，當時建議每日13:00前開出之班次，往藍田方向過大老山隧道後經觀塘道（東行）先前往藍田，而往沙田方向則駛離藍田後取道觀塘繞道（北行）不停站直達大老山隧道返回沙田；每日13:00及以後開出之班次往藍田方向則改經觀塘繞道（南行）不停站直達藍田，回程則改經觀塘道（西行）前往大老山隧道返回沙田。其後同年6月的修訂建議，則修改藍田區內行車路線，繞經平田巴士總站及藍田（北）巴士總站並於前者設立定時點，以及不途經首輪建議中提及的連德道。
2014年7月，先有消息傳出九巴即將開辦本路線，並已經在電子路線牌控制器載入本路線的資料及安排車長於同月下旬參加路線訓練。縱使「沙田區區域性巴士路線重組」整體方案仍未能於7月8日舉行的沙田區議會交通及運輸委員會會議中獲該會通過，但該會委員並不反對重組計劃中有關開辦本路線之建議，加上觀塘區議會強烈要求的情況下，本路線最終於2014年8月4日開辦，成為「沙田區區域性巴士路線重組」中首條開辦的全新路線。
在本線首航當日，九巴多名高層，包括車務總監Owen Eckford先生、運輸發展總監施偉廉Mark Savelli先生、企業事務總監陳碧君女士（前明報總編輯，現世華網絡營運總裁劉進圖太太）親臨沙田鐵路站總站視察，九巴並發出相關新聞稿，在九巴開辦的全新路線當中極為罕有，九巴更派出三輛原本不屬本路線掛牌車的Alexander Dennis Enviro 500 MMC低地台雙層空調巴士（ATENU303 / SU3428、ATENU306 / SU4438、ATENU310 / SU7768）於當日全日行走，可見九巴對本線的重視程度。

### 歷史
- 2014年8月4日：路線開辦，循環來往沙田站及平田[6][7][8]。
- 2015年12月31日：增設到站時間預報。
- 2017年1月23日：延長路線，總站由沙田站遷往火炭站，來回程加經火炭工業區及源禾路，並更改服務時間為06:45-22:15[9]。
- 2017年12月11日：提早頭班車時間至06:15[10]。
- 2018年5月19日：來回程均加停「火炭村」分站。[11]
- 2018年7月16日：延長尾班車時間至22:45[12]。
- 2020年11月7日：沙田區總站由火炭站遷往駿洋邨。[13]
  - 往平田方向由駿洋邨開出後，經桂地街返回山尾街及原有路線；取消火炭站巴士總站、坳背灣街「禾寮坑路」及「桂地街」站。
  - 往駿洋邨方向依原有路線駛至源禾路後，改經火炭路及桂地街前往新總站；取消「山尾街」、「桂地街」、坳背灣街「麵房街」、「禾香街」站及火炭站巴士總站，改停火炭路「松頭下路」站。
- 2021年6月7日：往平田方向由駿洋邨開出後，經桂地街直接轉入火炭路；取消火炭（山尾街）巴士總站，改停火炭路「麵房街」站。[14]
- 2021年9月26日：來回程繞經油塘及藍田（碧雲道、連德道），不經啟田道，並改為雙向運作：[15]
  - 由火炭駿洋邨開出時間為05:45至22:45，由平田開出時間為06:00至23:30；
  - 往平田方向增設分段收費，過大老山隧道後沿途各站為$6.8。
- 2024年2月18日：沙田區總站延長至穗禾苑，來回方向維持繞經駿洋邨；往平田之服務時間為05:40至22:40。[16]

## 服務時間及班次
| 火炭（穗禾苑）開     | 火炭（穗禾苑）開 | 火炭（穗禾苑）開 | 平田開               | 平田開      | 平田開       |
| 日期                 | 服務時間         | 班次（分鐘）     | 日期                 | 服務時間    | 班次（分鐘） |
| -------------------- | ---------------- | ---------------- | -------------------- | ----------- | ------------ |
| 星期一至五           | 05:40-07:40      | 20               | 星期一至五           | 06:00-07:00 | 30           |
| 星期一至五           | 07:40-12:10      | 20               | 星期一至五           | 07:00-08:00 | 20           |
| 星期一至五           | 12:40-16:40      | 30               | 星期一至五           | 08:00-13:30 | 30           |
| 星期一至五           | 16:40-17:40      | 20               | 星期一至五           | 14:00-17:30 | 30           |
| 星期一至五           | 17:40-22:40      | 30               | 星期一至五           | 17:30-18:20 | 25           |
|                      |                  |                  | 星期一至五           | 18:20-19:00 | 20           |
| 19:20-23:30          | 30               |                  | 星期一至五           |             |              |
| 星期六、日及公眾假期 | 05:40-12:10      | 30               | 星期六、日及公眾假期 | 06:00-13:30 | 30           |
| 星期六、日及公眾假期 | 12:40-22:40      | 30               | 星期六、日及公眾假期 | 14:00-23:30 | 30           |

紅字班次經觀塘繞道，藍字班次經觀塘道

## 收費
全程：$11.2
- 過大老山隧道後往平田：$7.1
- 駿業里往火炭（穗禾苑）：$9.0（只適用於13:55或之後由平田開出班次）
- 過大老山隧道後往火炭（穗禾苑）：$6.0

| - 本線設有12歲以下小童及65歲或以上長者半價優惠。 - 65歲或以上香港居民使用「樂悠咭」，以及12歲以下合資格殘疾兒童使用「殘疾人士身份」個人八達通繳付車資，均可享有每程$2.0或半價（以較低者為準）的票價優惠；12至64歲合資格殘疾人士使用「殘疾人士身份」個人八達通（包括「樂悠咭」），以及60至64歲香港居民使用「樂悠咭」繳付車資，均可享有每程$2.0或全費（以較低者為準）的票價優惠。 - 65歲或以上長者如使用長者或一般個人八達通繳付車資，則只可享有半價優惠；12至64歲合資格殘疾人士如不使用「殘疾人士身份」個人八達通，以及60至64歲人士如不使用「樂悠咭」繳付車資，必須繳付全費。 - 乘客可以現金或八達通於上車時付款，不設找續。 - 每位成人乘客可免費攜帶最多兩名4歲以下而不佔座位的兒童乘客乘車，超額之4歲以下小童必須繳付小童車費乘車。 - 持有「九巴月票」之乘客在車票有效期內，每日可享最多10程任何九龍巴士及龍運巴士路線（包括本路線，以及聯營路線的九龍巴士／龍運巴士提供的班次；惟乘搭機場「A」及「NA」線則可享原價二七折優惠（不會計算每天10次合資格車程））；而B1線則每日可享最多各2程（不會計算每天10次合資格車程）。 - 九龍巴士、城巴、龍運巴士及陽光巴士全職員工及家屬（不包括外判職員）可免費乘搭本路線，惟必須拍職員或職員家屬八達通。 - 乘客亦可透過多元化電子支付系統（e度嘟）繳付車資，包括使用非接觸式VISA卡、JCB卡、萬事達卡、銀聯卡、美國運通、大來國際、Discover Card、Apple Pay、Google Pay、Samsung Pay、AlipayHK「易乘碼」、支付寶、WeChatHK／微信支付「搭車碼」、銀聯雲閃付「乘車碼」及BOC Pay「乘車碼」。乘客使用此付款方式，使用此支付方式的乘客可享有中途下車之分段收費，以及與其他九巴／龍運獨營路線或聯營線九巴／龍運班次之轉乘優惠，惟不適用於與非九巴／龍運路線之轉乘優惠，亦不能享有「公共交通費用補貼計劃」及「長者及合資格殘疾人士公共交通票價優惠計劃」。 |

### 八達通轉乘優惠
乘客登上本線後150分鐘內以同一張八達通卡轉乘以下路線，或從以下路線登車後150分鐘內以同一張八達通卡轉乘本線，次程可獲車資折扣優惠：
88X←→大老山隧道非過海路線，次程可獲$4.2折扣優惠
- 88X任何方向 → 74X/C、75X、80X、82X/P、83X、84M、85M、85X/S、89C、89D、89X、272S、277X、277E/P、286M
- 74X/C、75X、80X、82X/P、83X、84M、85M、85X/S、89C、89D、89X、272S、277X、277E/P、286M → 88X任何方向

88X←→277X/E/P
- 88X往火炭 → 277X/E/P往新界，次程可獲$7.4折扣優惠
- 277X/E/P往九龍 → 88X任何方向，次程車資全免

88X←→98/98A/296A，次程可獲$4.2折扣優惠
- 88X往平田 → 98/98A/296A往將軍澳
- 98/98A/296A往九龍 → 88X往火炭

88X↔14S，次程可獲$1折扣優惠
- 14S往油塘 → 88X任何方向
- 88X任何方向 → 14S往將軍澳華人永遠墳場

## 使用車輛
現時本線使用5輛亞歷山大丹尼士Enviro 500 MMC 12米（ATENU）及1輛富豪B9TL 12米（AVBWU）雙層空調巴士，均屬沙田車廠。
| 車隊編號 | 車牌   |
| -------- | ------ |
| ATENU89  | SF4471 |
| ATENU112 | SG 945 |
| ATENU114 | SG2454 |
| ATENU148 | SH8133 |
| ATENU299 | ST7441 |
| AVBWU373 | TB2488 |

## 行車路線
火炭（穗禾苑）開經：穗禾苑連接路、穗禾路、黃竹洋街、桂地街、駿洋邨公共運輸交匯處、桂地街、火炭路、源禾路、沙田鄉事會路、沙田車站圍、沙田鄉事會路、沙田圍路、沙瀝公路、大老山公路、大老山隧道、觀塘繞道、太子道東、觀塘道、觀塘道天橋、觀塘道、觀塘道下通道、觀塘道、鯉魚門道、高超道、碧雲道、連德道、德田街及安田街。 
12:40或之後班次不經斜體字的街道。
藍田（平田）開經：安田街、平田街、安田街、藍田（北）巴士總站、德田街、連德道、碧雲道、高超道、鯉魚門道、（偉發道、觀塘繞道）、觀塘道、觀塘道下通道、觀塘道、大老山隧道、大老山公路、沙瀝公路、沙田圍路、沙田鄉事會路、沙田車站圍、沙田鄉事會路、源禾路、火炭路、桂地街、駿洋邨公共運輸交匯處、桂地街、山尾街、穗禾路及穗禾苑通道。
13:30或之前班次不經斜體字的街道，改經括號內的街道。
13:30或之前班次的車長可因應交通情況，改經啟田道及將軍澳道前往觀塘繞道，不經偉發道。

### 沿線車站
| 火炭（穗禾苑）開 | 火炭（穗禾苑）開           | 火炭（穗禾苑）開     | 平田開 | 平田開                     | 平田開               |
| 序號             | 車站名稱                   | 位置                 | 序號   | 車站名稱                   | 位置                 |
| ---------------- | -------------------------- | -------------------- | ------ | -------------------------- | -------------------- |
| 1                | 穗禾苑巴士總站             | 穗禾苑巴士總站       | 1      | 平田巴士總站               | 平田公共運輸交匯處   |
| 2                | 穗禾路                     | 穗禾路               | 2      | 藍田（北）                 | 藍田（北）巴士總站   |
| 3                | 火炭駿洋邨                 | 駿洋邨公共運輸交匯處 | 3      | 康逸苑                     | 連德道               |
| 4                | 麵房街                     | 火炭路               | 4      | 藍田公園                   | 碧雲道               |
| 5                | 火炭村                     | 火炭路               | 5      | 德田邨德樂樓               | 碧雲道               |
| 6                | 禾輋邨                     | 源禾路               | 6      | 德田邨德隆樓               | 碧雲道               |
| 7                | 瀝源邨                     | 源禾路               | 7      | 廣田邨廣靖樓               | 碧雲道               |
| 8                | 沙田站                     | 沙田站公共運輸交匯處 | 8      | 廣田商場                   | 碧雲道               |
| 9                | 田園閣                     | 沙田圍路             | 9      | 高俊苑                     | 高超道               |
| 10               | 崗背街休憩花園             | 沙田圍路             | 10     | 高怡邨                     | 高超道               |
| 11               | 大老山隧道                 | 大老山公路           | 11     | 鯉魚門廣場                 | 鯉魚門道             |
| 12*              | 九龍灣站（東九文化中心）   | 觀塘道               | 12     | 油塘邨                     | 鯉魚門道             |
| 13*              | 觀塘道休憩處               | 觀塘道               | 13     | 聖安當女書院               | 鯉魚門道             |
| 14*              | 觀塘轉車站－創紀之城（U2） | 觀塘道               | 14*    | 駿業里（C3）               | 觀塘道               |
| 15*              | 觀塘游泳池（R2）           | 鯉魚門道             | 15*    | 觀塘轉車站－創紀之城（B6） | 觀塘道               |
| 16               | 聖安當女書院               | 鯉魚門道             | 16*    | 牛頭角下邨                 | 觀塘道               |
| 17               | 油塘邨                     | 鯉魚門道             | 17*    | 德福花園                   | 觀塘道               |
| 18               | 高怡邨                     | 高超道               | 18*    | 九龍灣站                   | 觀塘道               |
| 19               | 高俊苑                     | 高超道               | 19     | 大老山隧道                 | 大老山公路           |
| 20               | 康栢苑金栢閣               | 碧雲道               | 20     | 沙田圍新村                 | 沙田圍路             |
| 21               | 康栢苑龍栢閣               | 碧雲道               | 21     | 田園閣                     | 沙田圍路             |
| 22               | 康雅苑                     | 碧雲道               | 22     | 沙田站                     | 沙田站公共運輸交匯處 |
| 23               | 德田邨德康樓               | 碧雲道               | 23     | 瀝源邨                     | 源禾路               |
| 24               | 德田邨德敬樓               | 碧雲道               | 24     | 禾輋邨                     | 源禾路               |
| 25               | 康逸苑                     | 連德道               | 25     | 火炭村                     | 火炭路               |
| 26               | 藍田綜合大樓               | 德田街               | 26     | 松頭下路                   | 火炭路               |
| 27               | 平田邨平真樓               | 安田街               | 27     | 火炭駿洋邨                 | 駿洋邨公共運輸交匯處 |
| 28               | 平田巴士總站               | 平田公共運輸交匯處   | 28     | 豐利工業中心               | 穗禾路               |
|                  |                            |                      | 29     | 穗禾苑巴士總站             | 穗禾苑巴士總站       |

註：12:40或之後由火炭駿洋邨開出及13:30或之前由平田開出的班次不停靠有*號之車站。

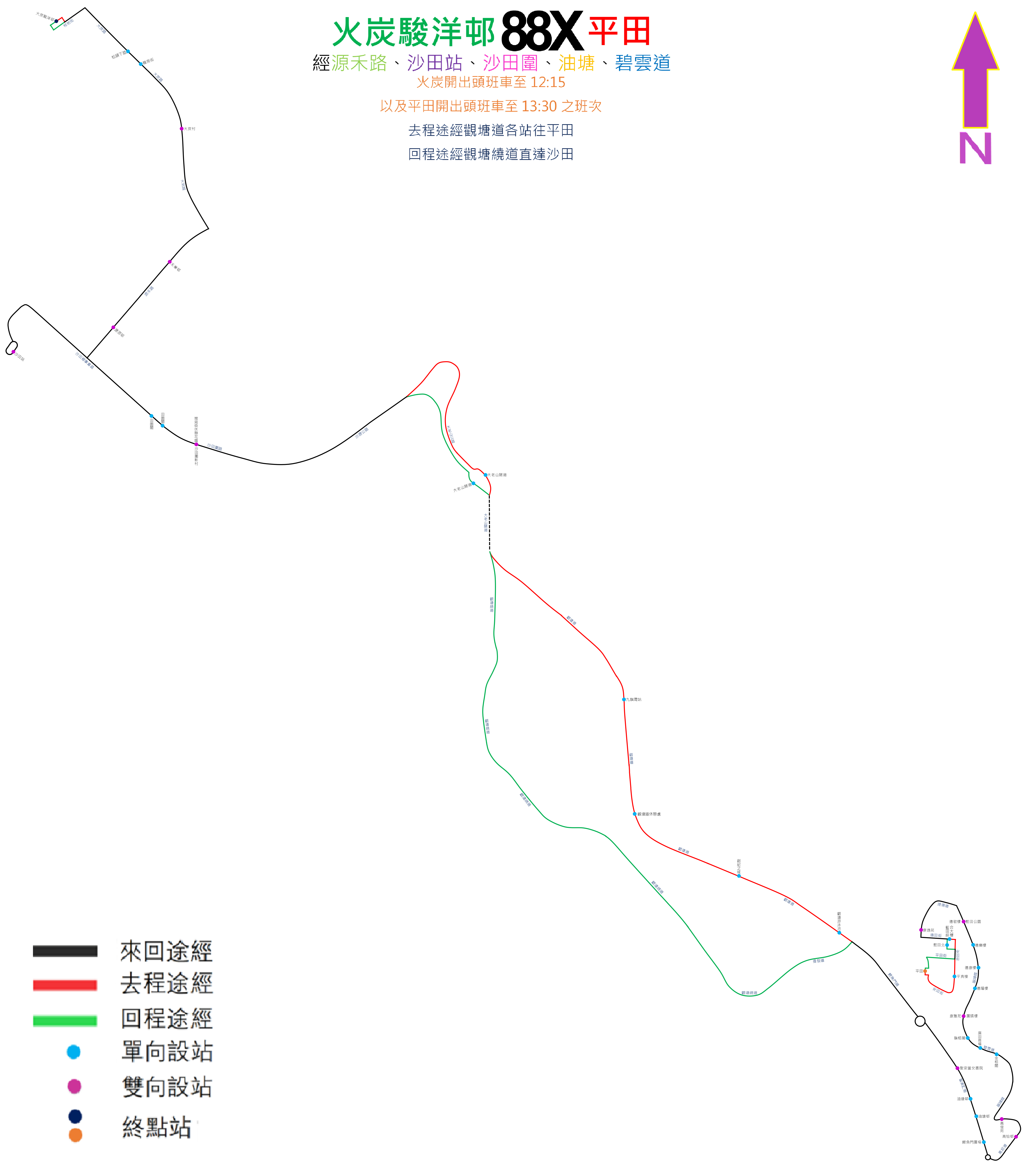
88X線的走線圖（適用於火炭開出頭班車至12:10，以及平田開出頭班車至13:30之班次）
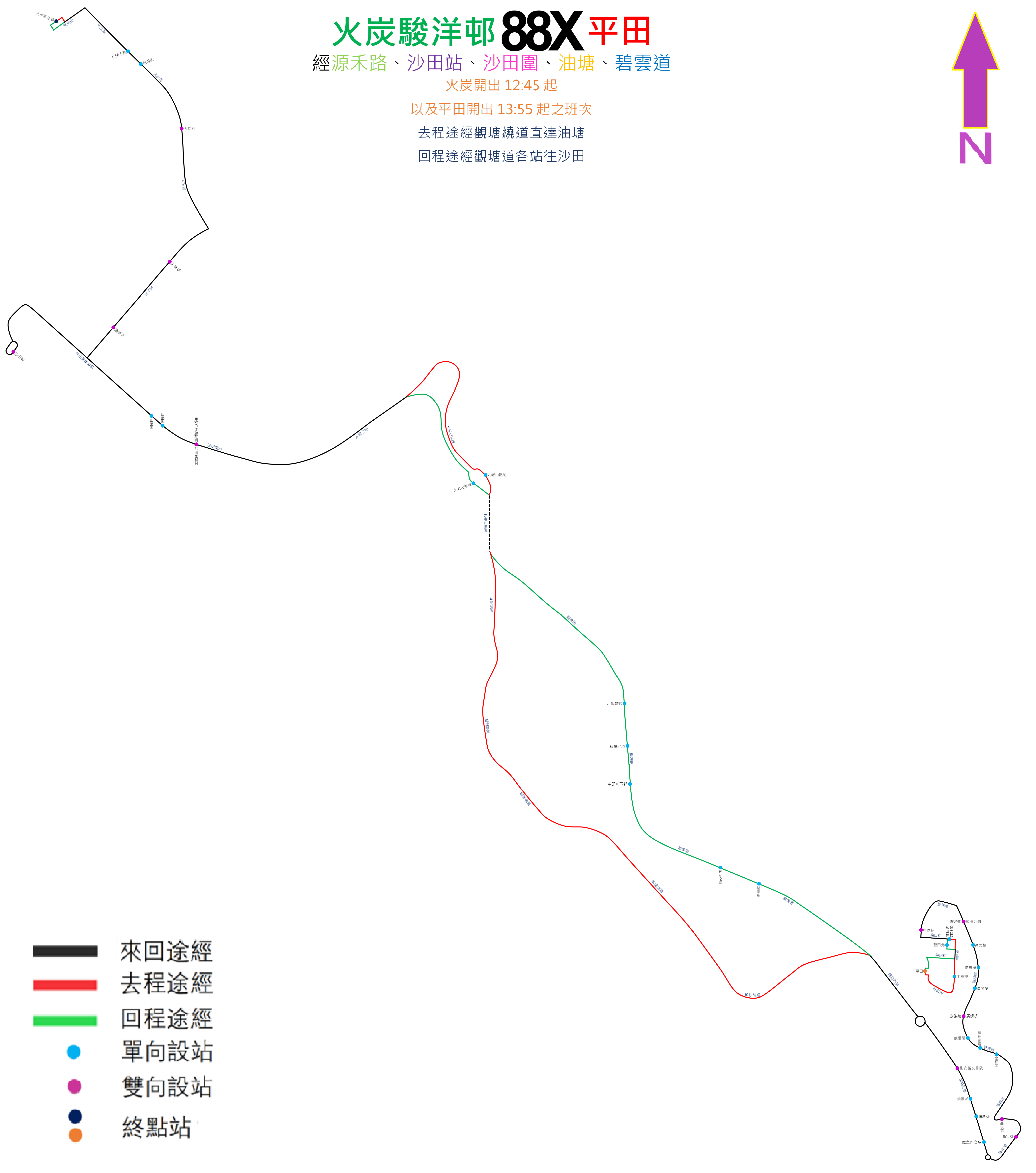
88X線的走線圖（適用於火炭開出12:40起，以及平田開出14:00起之班次）

## 使用狀況
本線的車費較其他來往沙田及觀塘的巴士線如80、80X、83X、88、89、89B、89X等昂貴，途經停站的地方不多，加上班次疏落，而且非完全特快（來回程及上下午時段分別途經觀塘繞道及觀塘道），即上午及下午班次因應不同的行車路線，而對九龍灣至藍田一段經常擠塞的觀塘道，反而令部份乘客覺得擾民，加上循環運作和班次不穩定，同時，將軍澳隧道轉車站全面啟用後，藍田半山往返沙田及火炭亦可選乘全日使用觀塘繞道、班次亦較頻密的798，令客量不及其他路線。
火炭及禾輋邨多年以來一直沒有巴士往返東九龍及觀塘，居民需於沙田市中心轉車或步行前往瀝源邨乘搭89線，自本線於2017年初起延長至火炭並取道源禾路後，火炭及禾輋邨市民終可以乘搭本線直達東九龍。雖然車費較貴，但也是叧一選擇。
此外，有部份沙田馬場的馬迷也會甘願從沙田馬場步行約15分鐘前往相近的火炭村搭乘本線，以節省同樣前往油塘及藍田碧雲道的889線高昂的車費。
根據運輸署的統計數據，2021年，本線的最高客運量為65%。
2021年9月改道經油塘並轉為雙向班次後，有望使班次更穩定和增加客源。

## 軼聞
- 2015年5月9日：本線其中一名女車長疑因對車型（亞歷山大丹尼士Enviro500 MMC（ATENU342／TA8194）操作不熟悉而被乘客質疑，其中一名乘客表示，該名車長在開車前曾說自己不懂手掣位置而要其他車長協助，而在沙田站開出時，該巴士則險撞小巴。事後所有乘客落車並轉乘另一輛巴士。最後該女車長因公司的高層和傳媒討論壓力而辭職[17][18]。

## 外部連結
- 681巴士總站 （页面存档备份，存于）